# یادبود توسعه ملی جفرسون
یادبود توسعه ملی جفرسون (به انگلیسی: Jefferson National Expansion Memorial) نام یک پارک فدرال در شهر سنت لوئیس در میزوری است.
جذبه اصلی این پارک بنایی است بنام طاق دروازه که یک بنای ملی در آمریکا محسوب می‌گردد.
این پارک به افتخار توماس جفرسون، سومین رئیس‌جمهور ایالات متحده، نامگذاری گردیده‌است.

## نگارخانه

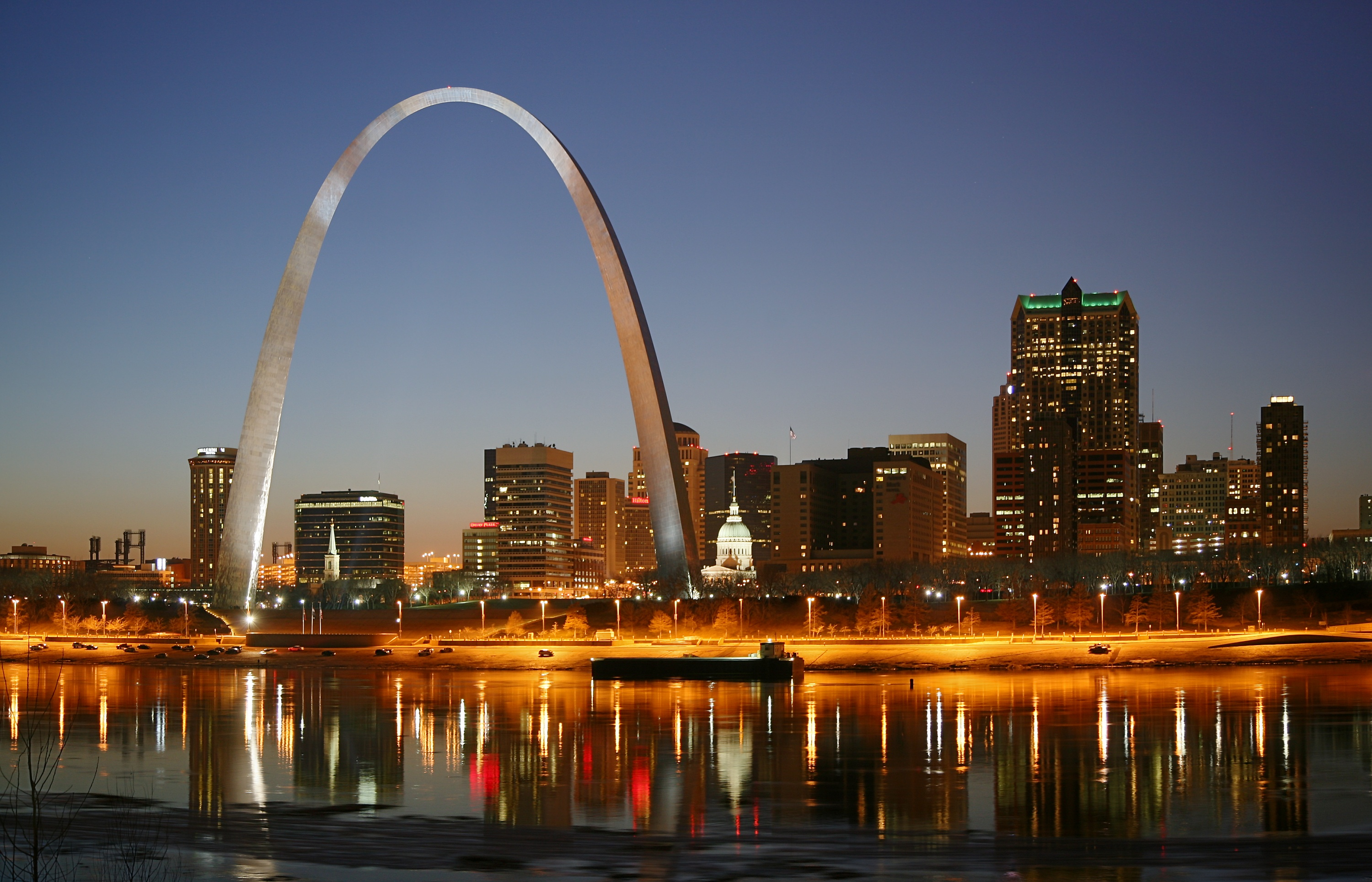
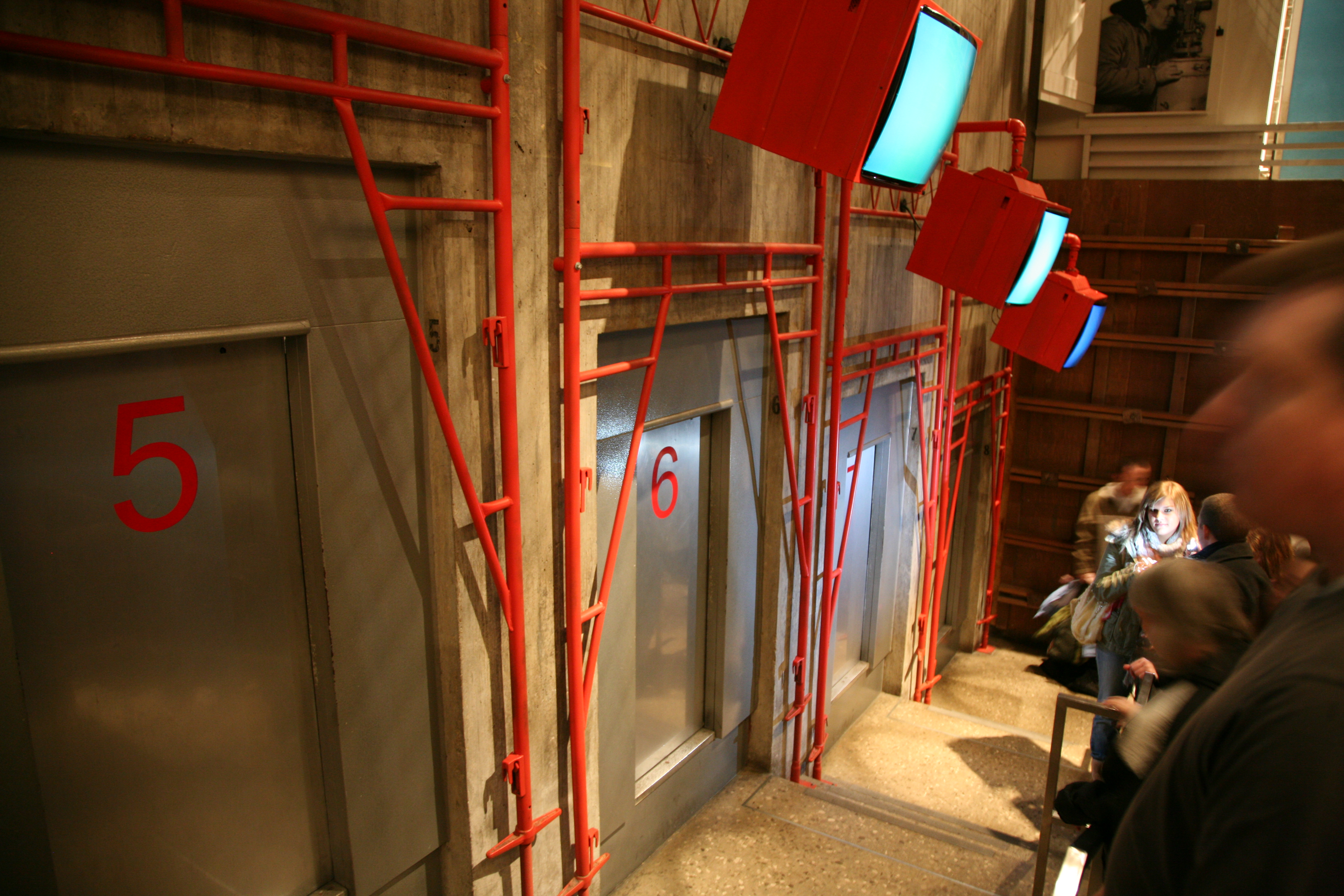
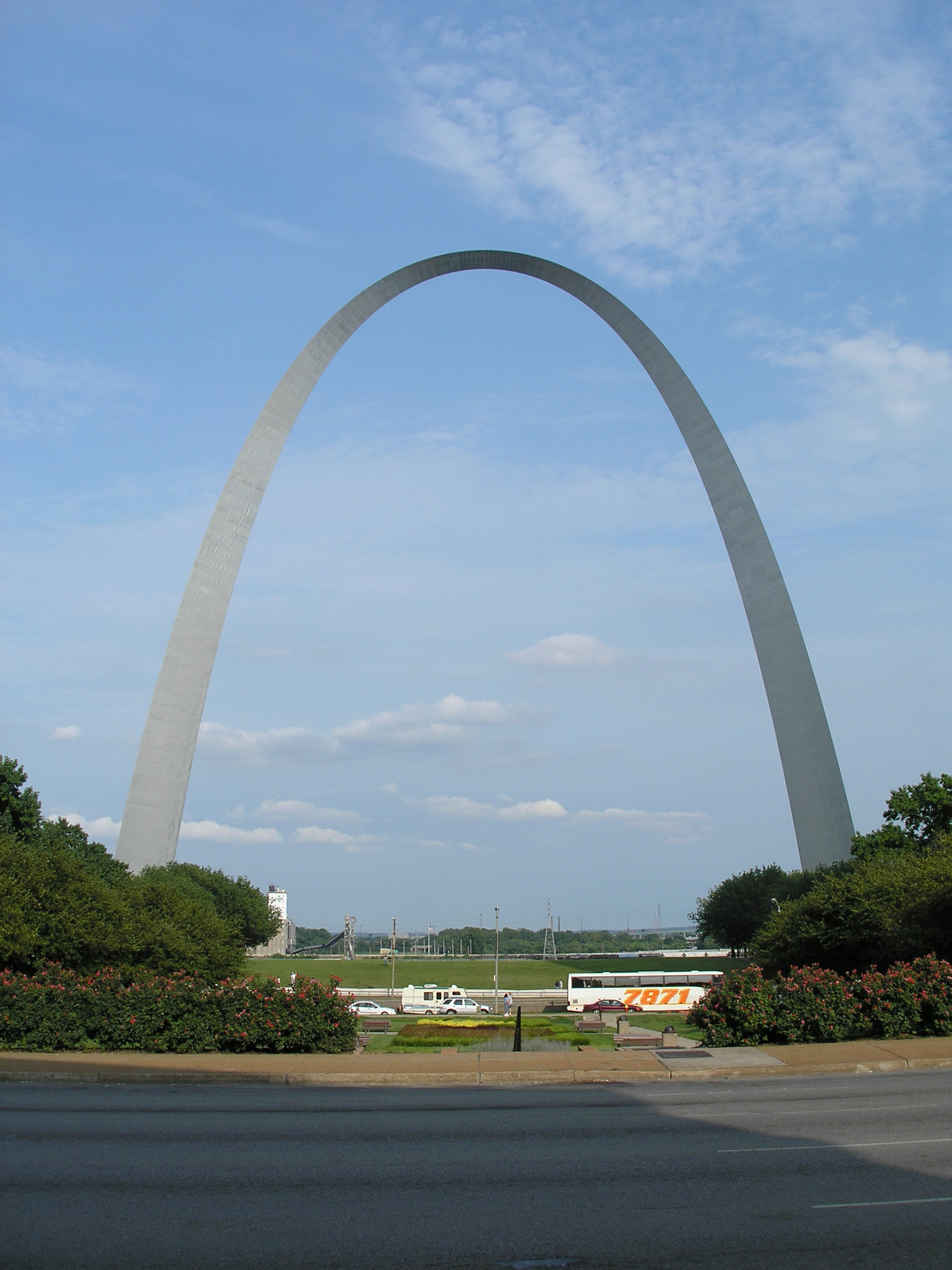
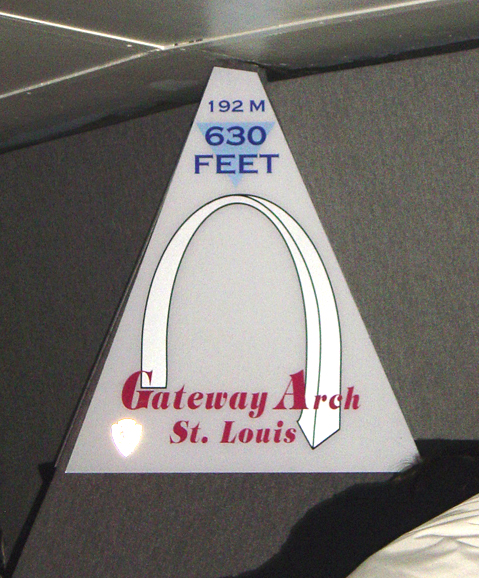
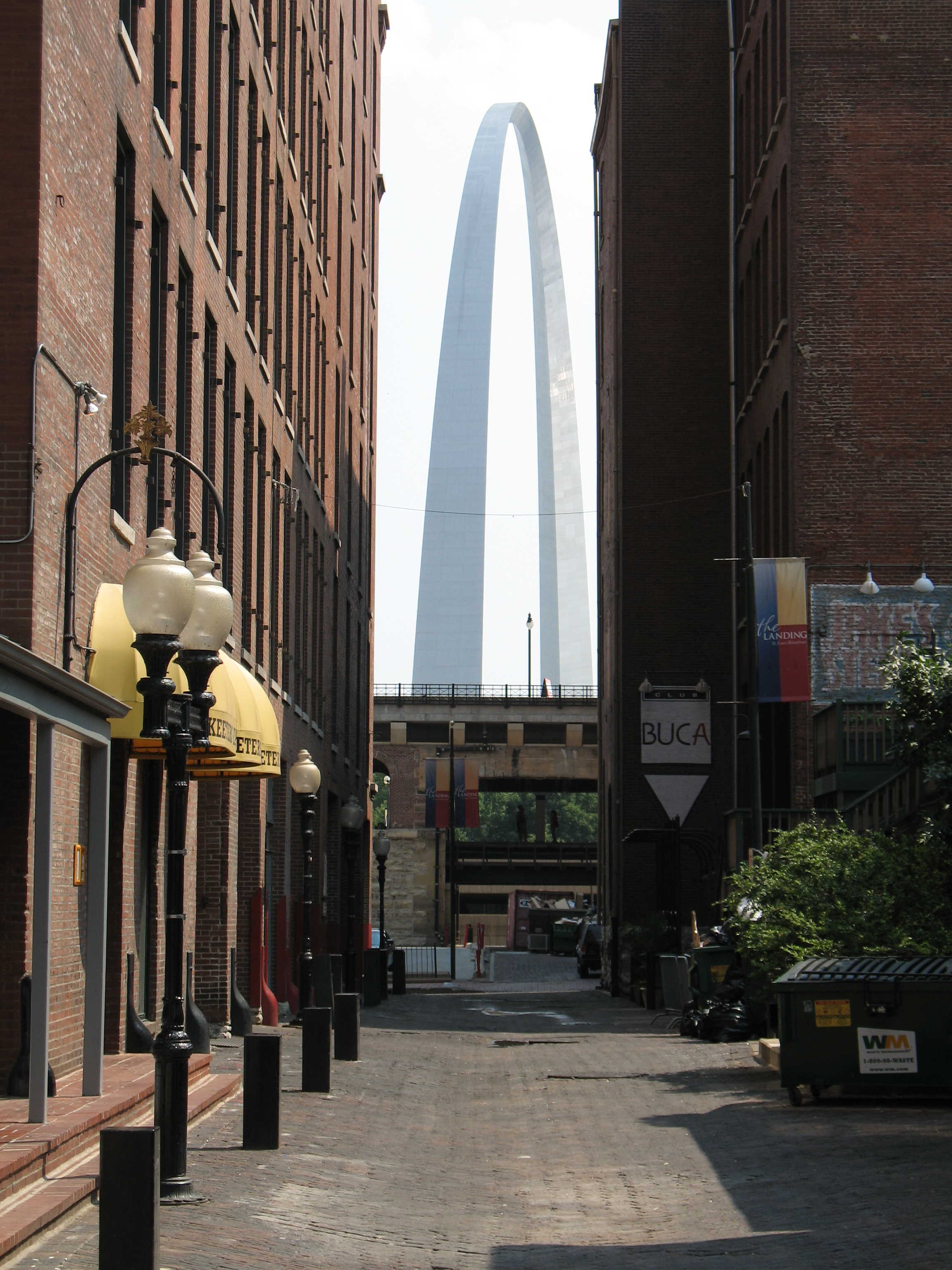
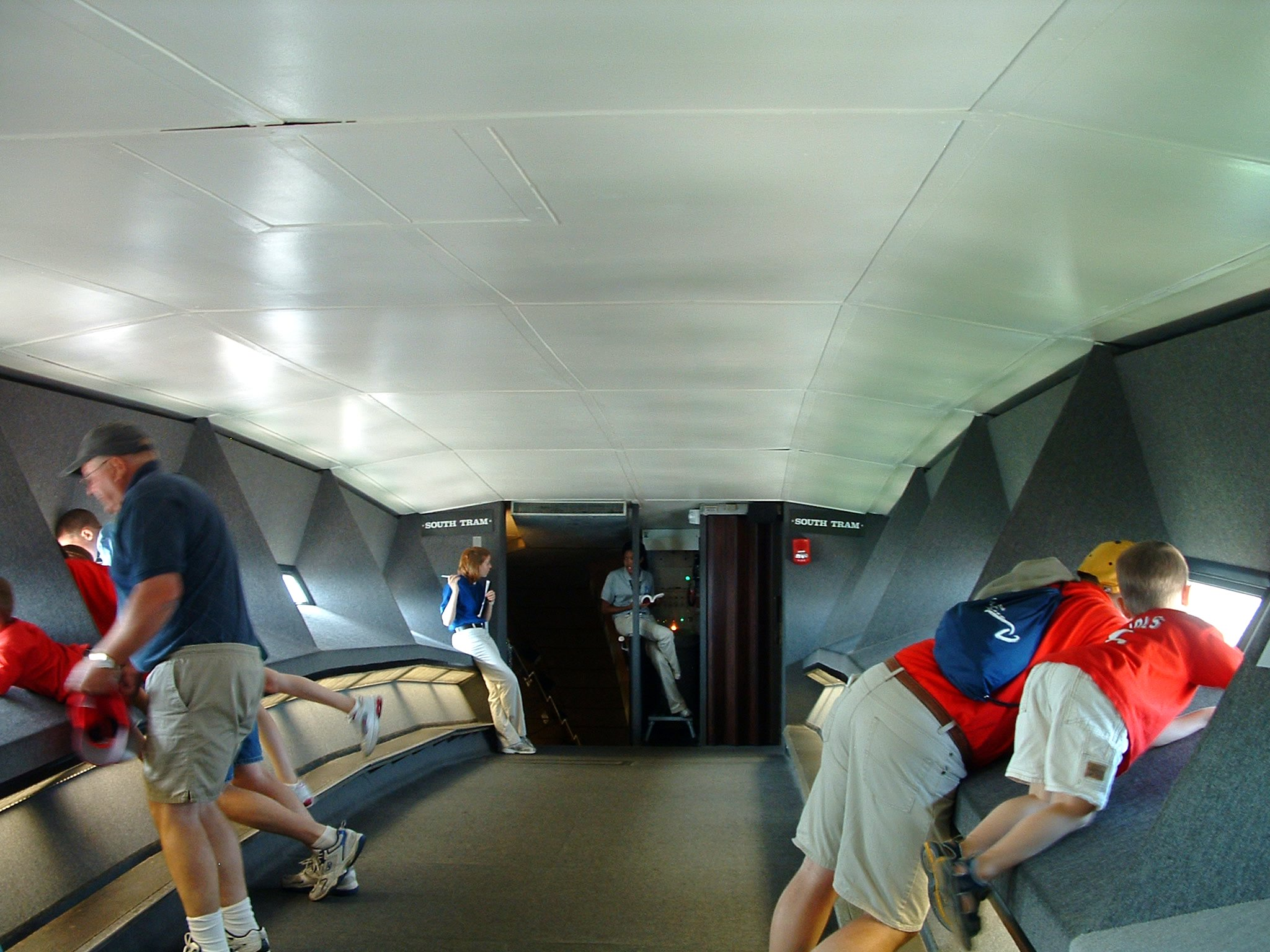
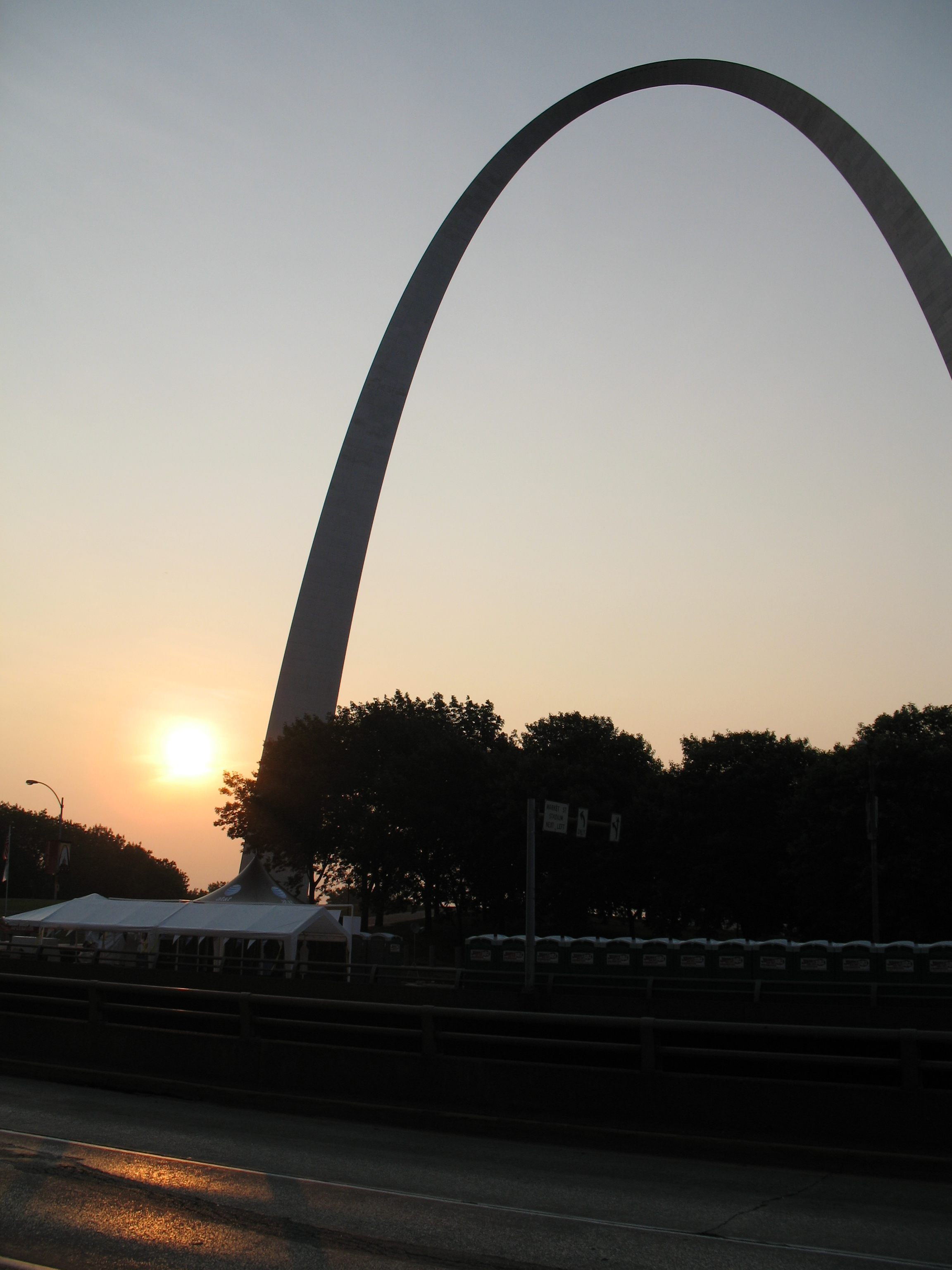
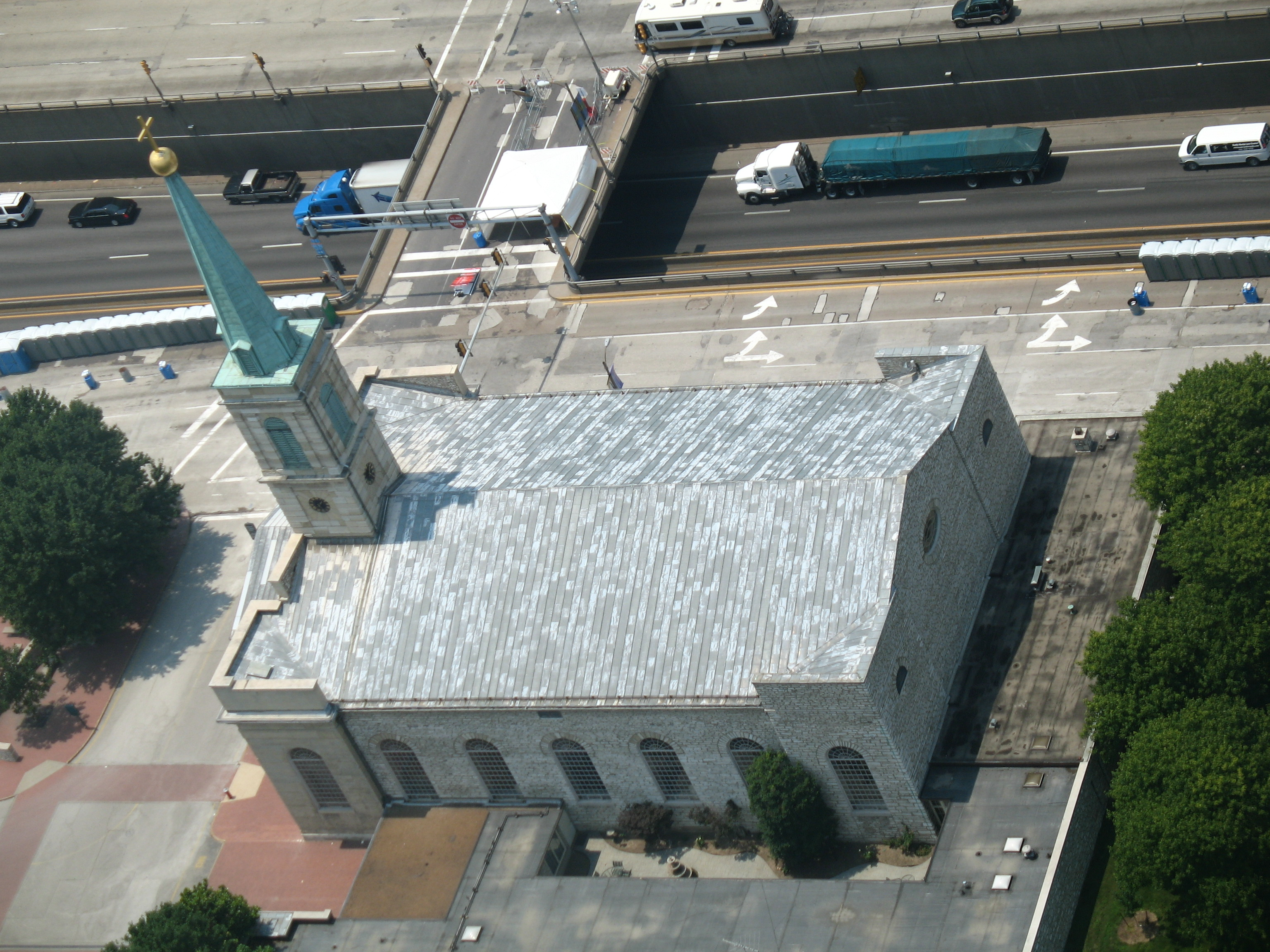
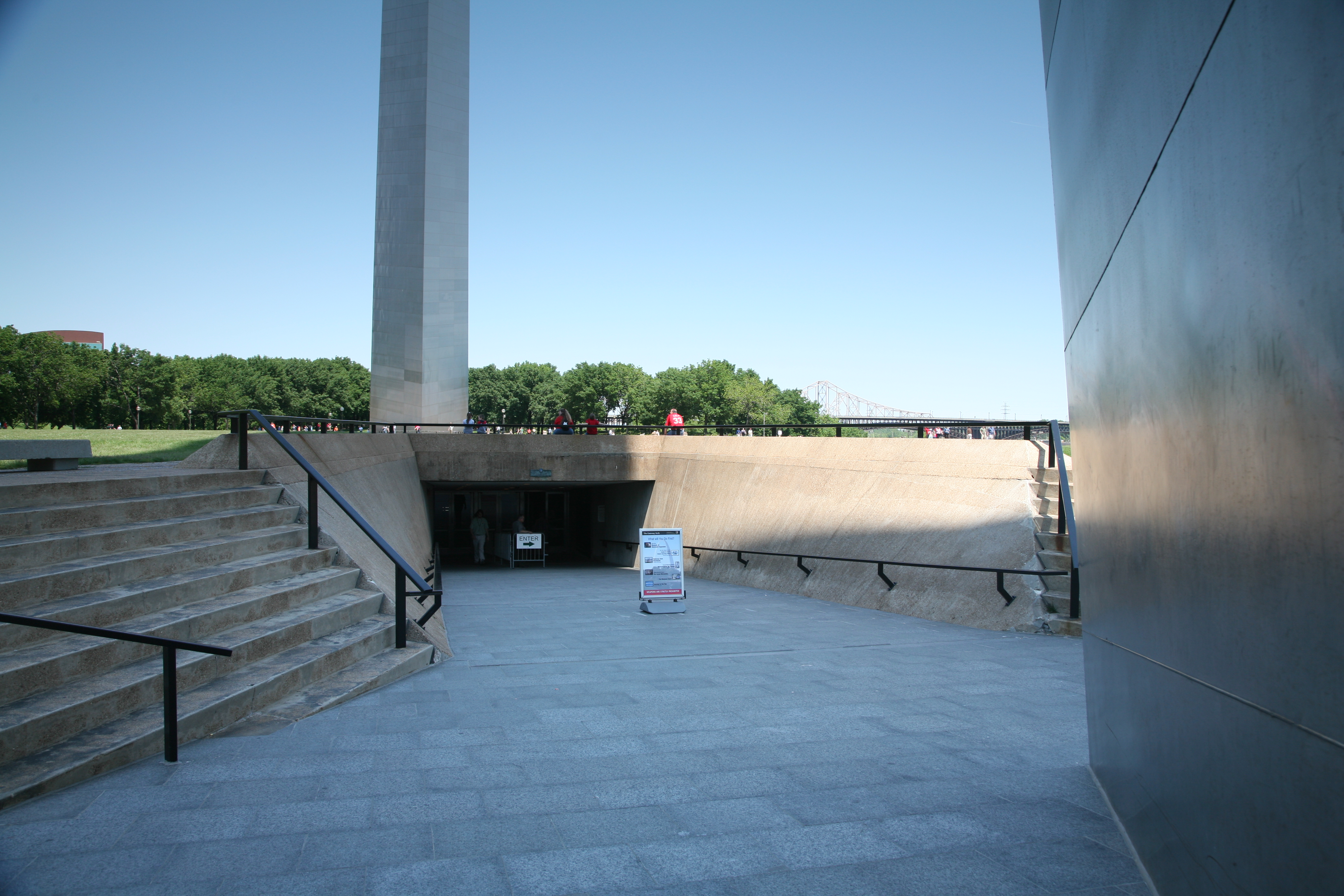
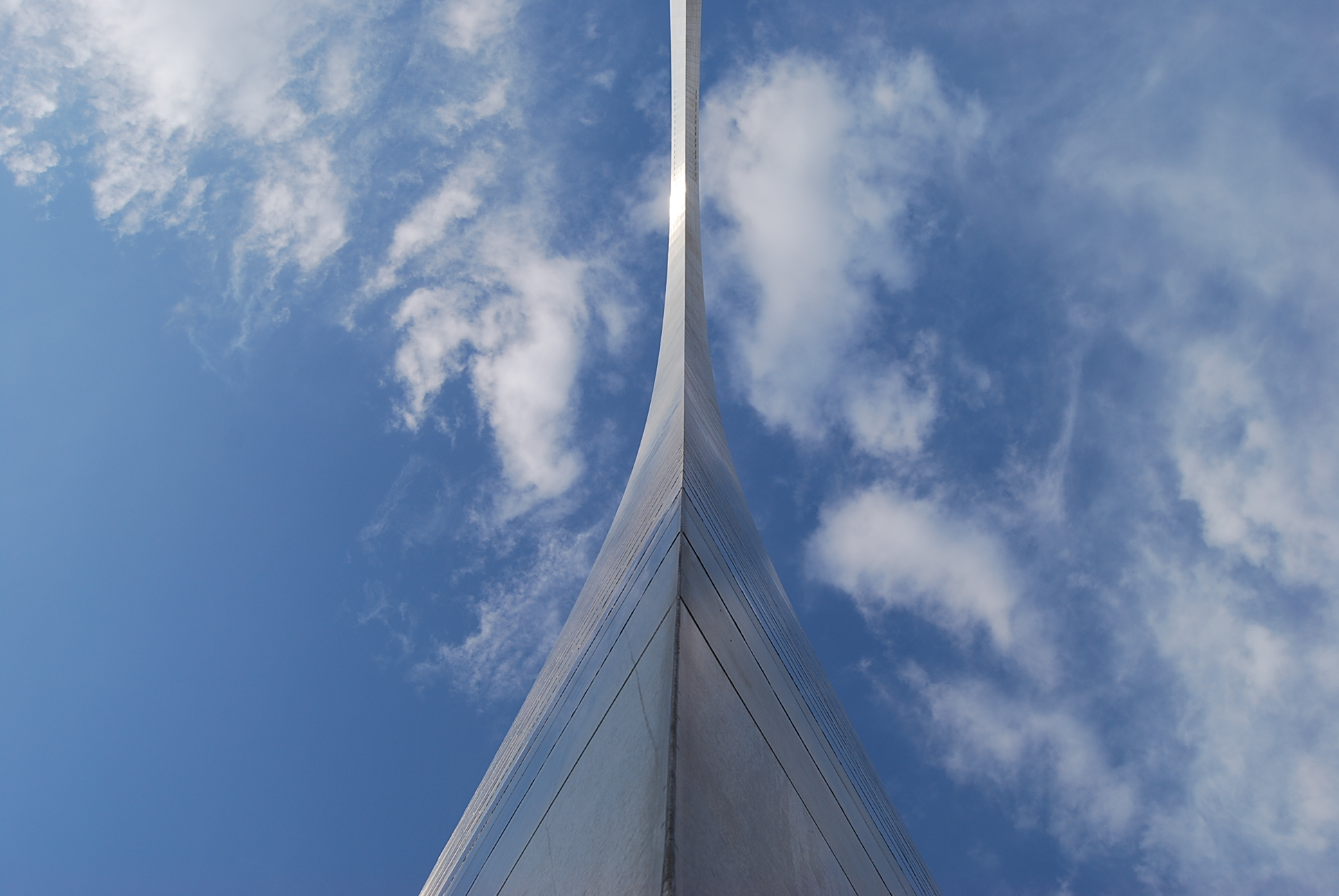
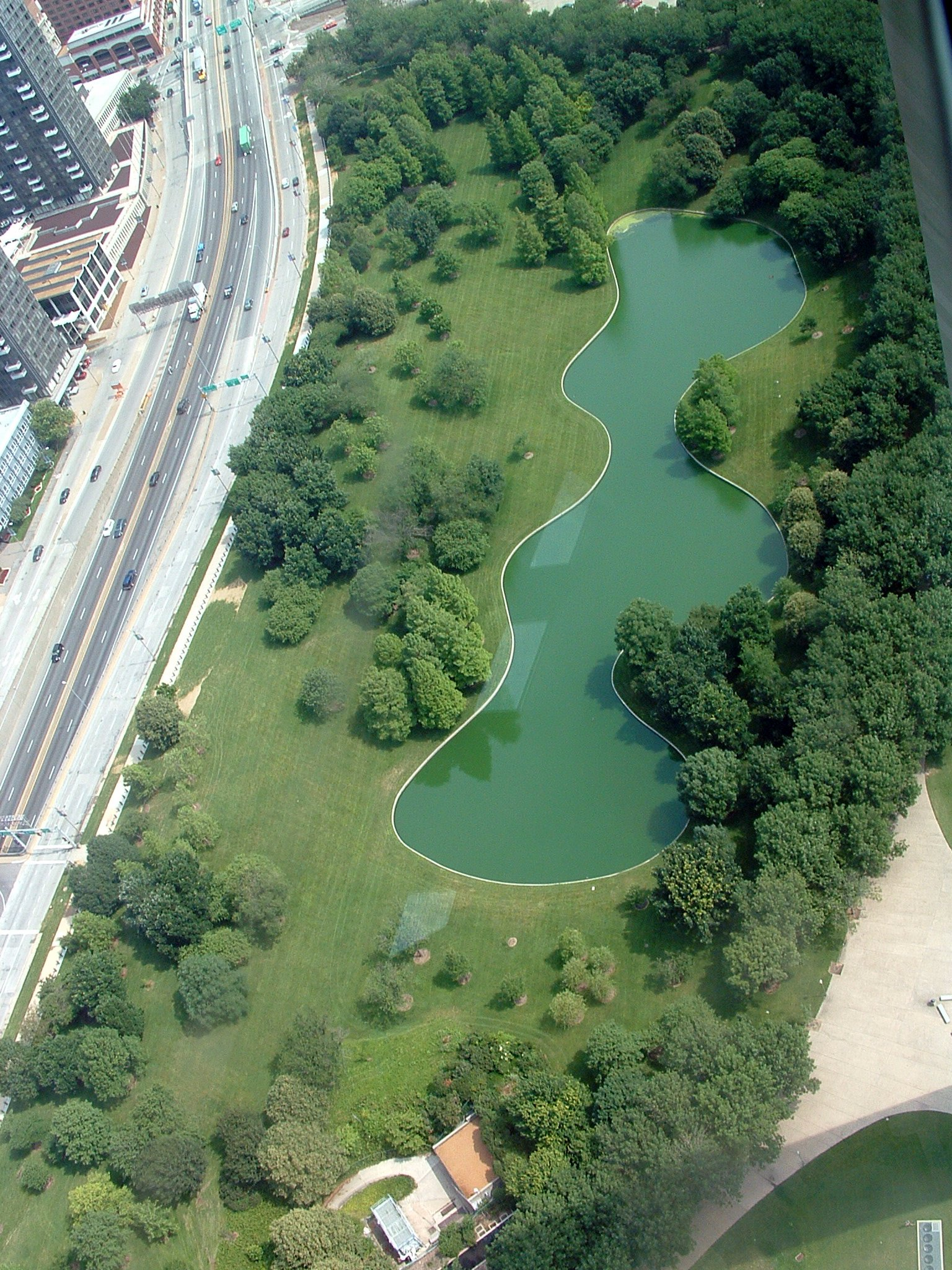

## وبگاه رسمی
- وبگاه رسمی یادبود توسعه ملی جفرسون